# Cher Ami
Cher Ami (en francés 'querido amigo', en masculino) fue una paloma mensajera macho, entrenada por colombófilos estadounidenses y donada por los aficionados a las palomas de Gran Bretaña para que la utilizara el Cuerpo de Comunicaciones del Ejército de Estados Unidos en Francia durante la Primera Guerra Mundial. Ayudó a salvar al Batallón Perdido de la 77 División en la Ofensiva de Meuse-Argonne, en octubre de 1918.

## Servicio en la Primera Guerra Mundial
El 3 de octubre de 1918, el mayor Charles Whittlesey y más de quinientos hombres estaban atrapados en una pequeña depresión al lado una colina, detrás de las líneas enemigas, sin comida ni municiones. También estaban empezando a recibir fuego amigo de las tropas aliadas, que no conocían su posición. Rodeados por los alemanes, muchos fueron muertos y heridos el primer día y, al siguiente,  seguían con vida poco más de ciento noventa hombres. Whittlesey envió mensajes por paloma mensajera. La paloma que llevaba el primer mensaje («Muchos heridos. No podemos evacuar») fue abatida. Enviaron una segunda paloma con el mensaje «Los hombres están sufriendo. ¿Pueden enviar apoyo?». Esa paloma también fue derribada. Solo quedó una paloma mensajera, Cher Ami, quien fue enviada con una nota en un recipiente atado a su pata izquierda.

We are along the road parallel 276.4. Our own artillery is dropping a barrage directly on us. For heaven's sake, stop it.
Estamos junto a la carretera paralelo 276,4. Nuestra propia artillería está lanzando un bombardeo directamente sobre nosotros. Por el amor de Dios, deténgalo.

Cuando Cher Ami trató de volar de vuelta a casa, los alemanes la vieron ascender desde la maleza y abrieron fuego. Durante unos momentos voló mientras las balas zumbaban a su alrededor. Cher Ami fue finalmente derribada pero se las arregló para reemprender el vuelo. Regresó a su palomar situado a 20 millas (32 km) a retaguardia de la división en solo veinticinco minutos, ayudando a salvar las vidas de los ciento noventa  y cuatro supervivientes. En esta última misión, Cher Ami entregó el mensaje a pesar de haber recibido un disparo en el pecho, fue cegada de un ojo, estar cubierta de sangre y tener una pata colgando tan solo por un tendón.
Cher Ami se convirtió en la heroína de la 77.ª División de Infantería. Los médicos del ejército trabajaron muy duro para salvarle la vida pero no fueron capaces de salvar su pata, por lo que le tallaron una pequeña pata de madera. Cuando se recuperó lo suficiente como para viajar, con una sola pata, fue embarcada rumbo a los Estados Unidos, y el general John J. Pershing fue personalmente a despedir a Cher Ami al dejar Francia.

## Premios
A su regreso a los Estados Unidos, Cher Ami se convirtió en la mascota del departamento de servicio. La paloma fue galardonada con la medalla Cruz de Guerra con Hojas de Roble, por su servicio heroico en la entrega de doce mensajes importantes en Verdún. Murió en Fort Monmouth, Nueva Jersey, el 13 de junio de 1919, de las heridas que recibió en la batalla y más tarde fue incluida en el Salón de la Fama de Palomas Mensajeras en 1931. También recibió una medalla de oro de Organized Bodies of American Racing Pigeon Fanciers en reconocimiento a su extraordinario servicio durante la Primera Guerra Mundial.

## Recordada
Para los escolares estadounidenses de los años 1920 y 1930, Cher Ami fue tan conocida como los héroes humanos de la Primera Guerra Mundial. El cuerpo de Cher Ami fue disecado después por un taxidermista y reclamado por el Instituto Smithsoniano. Se encuentra actualmente en exhibición con el de Sargento Stubby en la exposición «El precio de la libertad» del Museo Nacional de Historia Estadounidense.

## Sexo y color
La Institución Smithsonian determinó, vía análisis de ADN, que Cher Ami era una paloma macho.
Originalmente registrada como macho negro rodado, Cher Ami era hembra azul rodado, lo que fue descubierto después de su muerte, durante el proceso de taxidermia. Todavía está representada erróneamente como un macho en el Museo Nacional de Historia Estadounidense y por muchas otras fuentes de información histórica educativas y militares.

## En la cultura popular

### Libros
- Cher Ami - por Marion Cothren
- Cher Ami - un poema por Harry Webb Farrington
- Finding the Lost Battalion - Beyond the rumors, myths and legends of America's famous WWI Epic por Robert J. Laplander
- Cher Ami una historia corta por Heather Rounds

### Películas
- Cher Ami... ¡y yo!, película de 2008 dirigida por Miquel Pujol y producida por Accio Studios.[8]
- El batallón perdido, película de 2001.

- Flying Home (Volando a Casa). Escrita, producida y dirigida por Dominique Deruddere en el año 2014.

El personaje Jos Pawels (Jan Decleir) es el dueño de una paloma llamada "Wittekop", le comenta a Colin Montgommery (Jamie Dornan) la importante historia de Cher Ami.
Y que tal vez su abuelo había formado parte del batallón de soldados salvados por la única paloma mensajera de guerra condecorada honoríficamente durante la Primera Guerra Mundial.

### Televisión
- En el episodio 11 de la temporada 3 de "White Collar" Caffrey menciona a Cher Ami mientras envía un mensaje por paloma mensajera, haciendo mención a salvar 200 vidas.
- En el episodio 8 de "The Gentlemen", serie creada por Guy Ritchie, el personaje Bobby Glass menciona a Cher Ami como símbolo de fidelidad y compromiso.

### Videojuegos
- En Battlefield 1 aparece mencionada en un coleccionable y en las pantallas de carga del multijugador.